# Alternanthera paronychioides
Alternanthera paronychioides é uma espécie de planta herbácea da família Amaranthaceae. Nativa das Américas, esta planta é notável por sua grande capacidade de adaptação e por seu comportamento como espécie ruderal, colonizando rapidamente áreas perturbadas. Em muitas regiões tropicais e subtropicais do mundo para onde foi introduzida, é considerada uma espécie invasora.

## Descrição
Alternanthera paronychioides é uma planta perene de pequeno porte, com um hábito de crescimento prostrado, que forma tapetes densos e rentes ao solo. Seus caules são ramificados e possuem a capacidade de enraizar nos nós, o que facilita sua propagação vegetativa e a formação de extensas colônias.
As folhas são opostas, pequenas, com formato que varia de obovado a espatulado, e geralmente possuem uma coloração verde. As inflorescências são pequenas, globosas, de aparência semelhante a palha (coriáceas), de cor branca ou prateada, e se desenvolvem nas axilas das folhas, ficando muitas vezes parcialmente escondidas pela folhagem.

## Distribuição e habitat
A espécie é nativa das regiões tropicais e subtropicais das Américas, com uma distribuição que se estende do sul dos Estados Unidos até a Argentina. No Brasil, ocorre em todo o território, sendo encontrada em todos os biomas. No estado do Maranhão, é uma planta comum, facilmente encontrada em áreas urbanas, rurais e em ecossistemas naturais que sofreram algum tipo de perturbação.
Seu habitat preferencial são ambientes abertos e ensolarados, como beiras de estradas, gramados, terrenos baldios, frestas de calçadas e áreas de agricultura. Tolera uma ampla gama de condições de solo, desde que haja umidade disponível, sendo frequentemente encontrada em locais úmidos ou sazonalmente alagados.

## Ecologia e impacto como espécie invasora
Alternanthera paronychioides é uma planta pioneira e competidora muito eficiente. Seu crescimento rápido, a capacidade de se propagar vegetativamente e a produção de grande quantidade de sementes permitem que ela colonize rapidamente áreas abertas, superando espécies nativas. Em muitos países da Ásia e da África, para onde foi introduzida acidentalmente, tornou-se uma erva daninha problemática em plantações de arroz, cana-de-açúcar e outros cultivos, além de invadir ecossistemas naturais, como pântanos e margens de rios.
No Brasil, por ser uma espécie nativa, ela está integrada aos ecossistemas, mas seu comportamento agressivo em áreas antropizadas é igualmente observado.

## Usos
Apesar de ser amplamente considerada uma erva daninha, A. paronychioides possui alguns usos na medicina popular em diversas culturas. Infusões da planta são utilizadas tradicionalmente para tratar problemas renais, inflamações e como diurético, embora não haja estudos científicos que comprovem sua eficácia e segurança para esses fins. Em algumas regiões, também é utilizada como forragem para animais.

## Estado de conservação
A espécie Não foi Avaliada (NE) pela União Internacional para a Conservação da Natureza (IUCN). Devido à sua vasta distribuição, abundância e comportamento frequentemente invasor, Alternanthera paronychioides não enfrenta qualquer risco de extinção. A preocupação em relação a esta espécie está mais voltada para o controle de sua disseminação em ecossistemas onde ela não é nativa.